# انگشتر

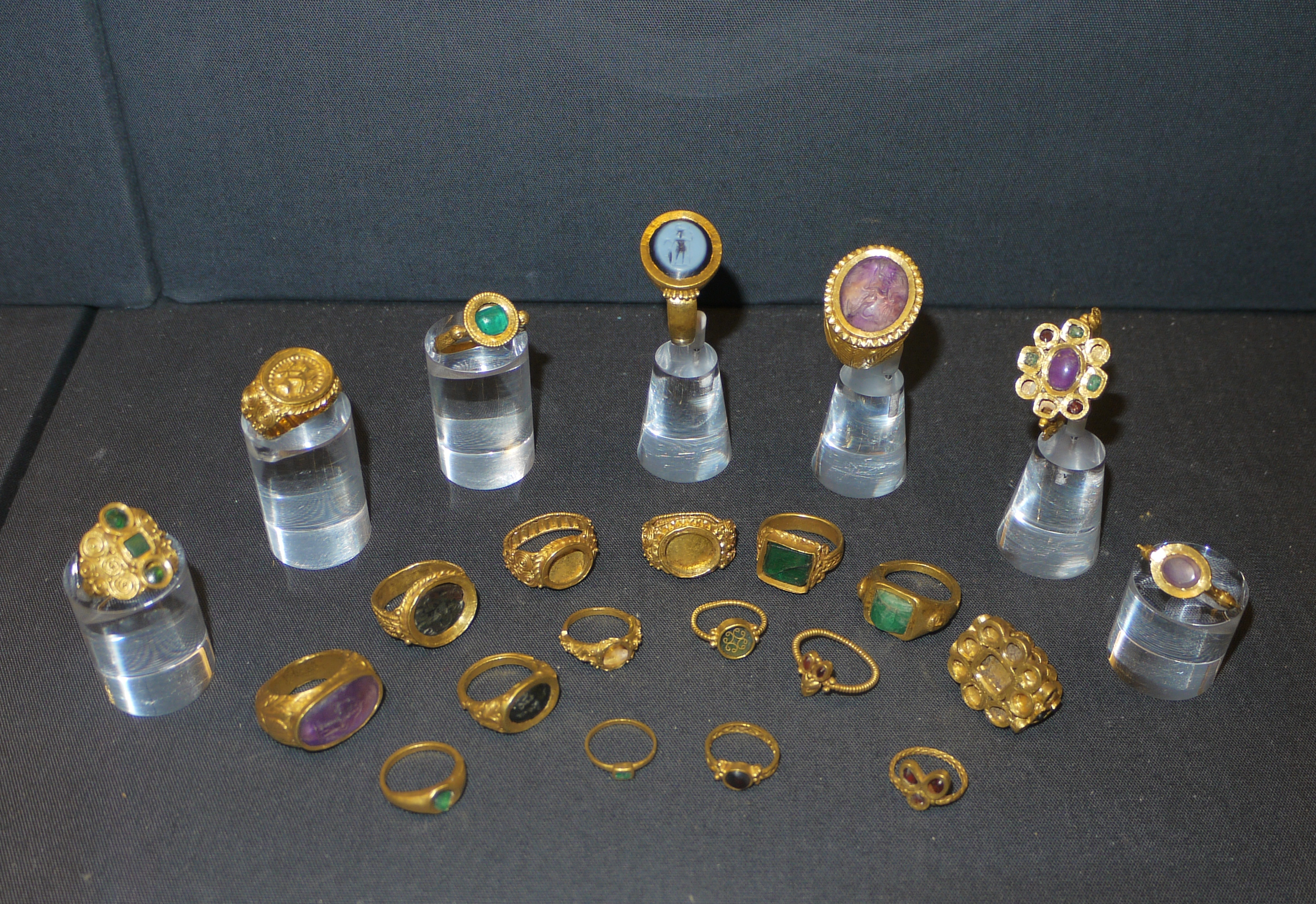
تعدادی انگشتر

اَنگُشتَر یا حَلقهٔ دست یا رینگ (به انگلیسی: Ring) نواری معمولاً از جنس‌های مختلف مانند فلز، چوب، شیشه و پلاستیک است که معمولاً به عنوان آلت زینتی به دور انگشتان دست قرار می‌گیرد. نخستین بار مصریان باستان بودند که با استفاده از چرم و یا نی حلقه‌هایی می‌ساختند.
انگشتر که به انگشت می‌شود یکی از نمادین‌ترین جواهر آلات است زیرا بعضی از انگشترها حلقه ازدواج هستند و بعضی از انگشترها میراث خانوادگی اشخاصند که از مادر یا پدر آنها به ارث رسیده‌است.
حلقه‌های ویژه انگشت دست را انگشتر نیز می‌گویند. حلقه‌های زینتی دیگری برای بازو یا گردن نیز وجود دارد. برخی از انگشترها بسیار بزرگ و درشت هستند که برای دستان ظریف و کوچک مناسب نیست. اما افرادی با انگشتان کشیده در انتخاب مدل انگشتر آزادند.

## گونه‌ها

### انگشتر عقیق

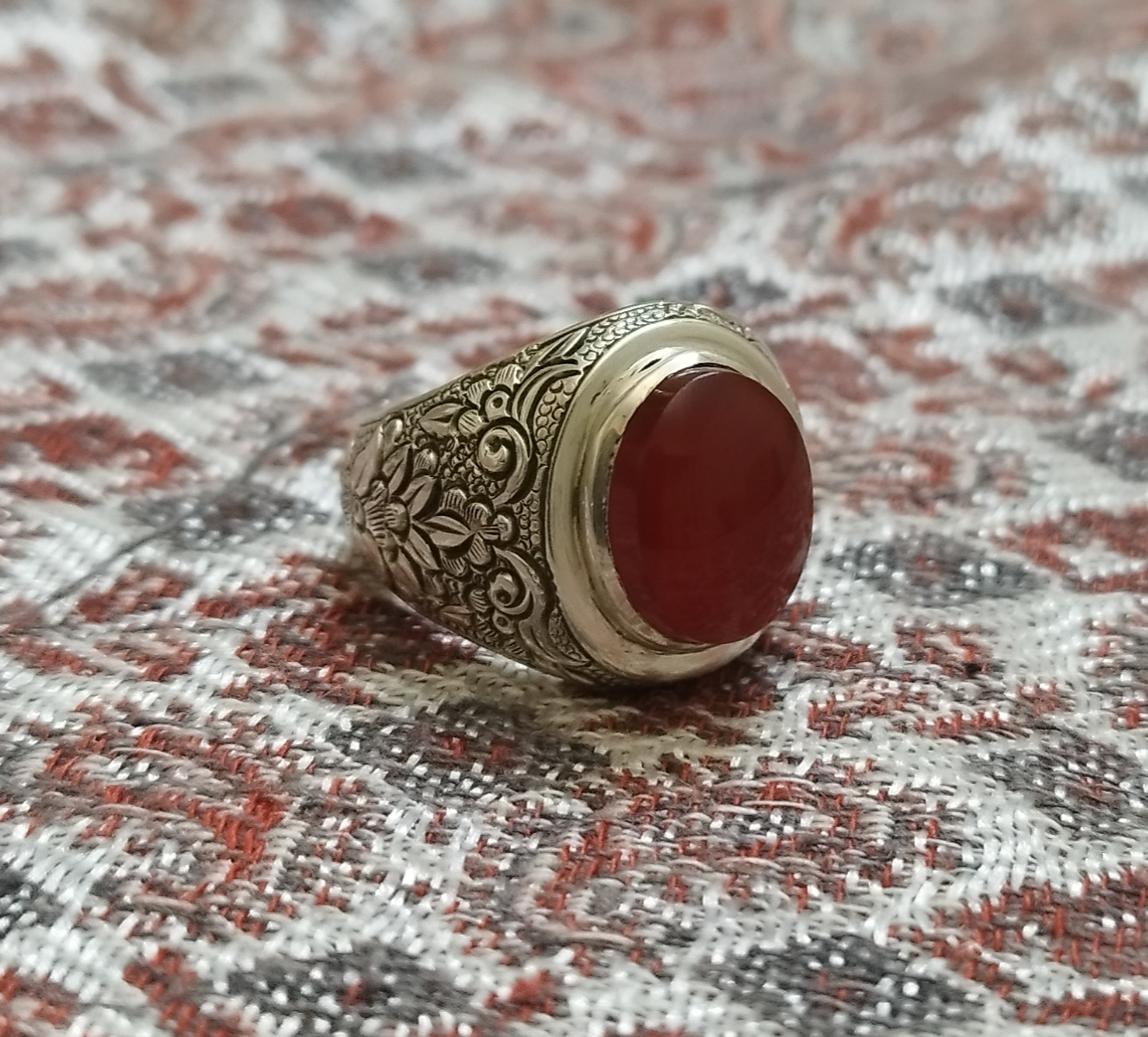
انگشتر عقیق با رکاب دستساز قلم زنی

بخش‌های انگشتر:1> هوپ، رکاب2> شولدر، شانه3> بِزِل4> جِم، نگین

انگشتر عقیق، انگشتری معمولاً با رکاب نقره است که سنگ زینتی آن سنگ عقیق باشد و سنگ عقیق نوعی در کوهی و از جنس سیلیس می‌باشد.
انگشتر عقیق انواعی دارد که به علت تفاوت رنگ‌ها و طرح‌ها یا براقیت و … به اسامی مختلفی نامگذاری شده‌است، با ارزش‌ترین نوع آن عقیق یمنی است.

### انگشتر ازدواج
انگشتر ازدواج در مراسم ازدواج و به عنوان نشان و نماد عهد و پیمان بین دو نفر در نظر می‌شود و عموماً پس از قرائت خطبه عقد و با جابجایی بین خانم و آقا به صورت پیشکش استفاده آن آغاز گشته و به منظور نشان دادن پایبندی به عهد و پیمانِ زناشویی تا پایان عمر به عنوان یادگاری مهم حفظ می‌شود.

### انگشتر نمادین و سمبلیک
این سبک از انگشتر بیشتر در بین افراد عضو در کلوپ‌های خاص، فارغ التحصیلان دانشگاه یا محصلین، اعضای باشگاه‌های ورزشی و غیره کاربرد دارد و غالباً شامل انگشترهای متحدالشکلی می‌شود که اعضا به نشانه اشتراک فکری، شغلی یا موارد دیگر سفارش داده و از آن استفاده می‌کنند.

## روش‌های ساخت انگشتر
انگشتر به دو روش سنتی یا دست‌ساز و ماشینی یا ریختگری ساخته می‌شود.

### انگشتر دست‌ساز

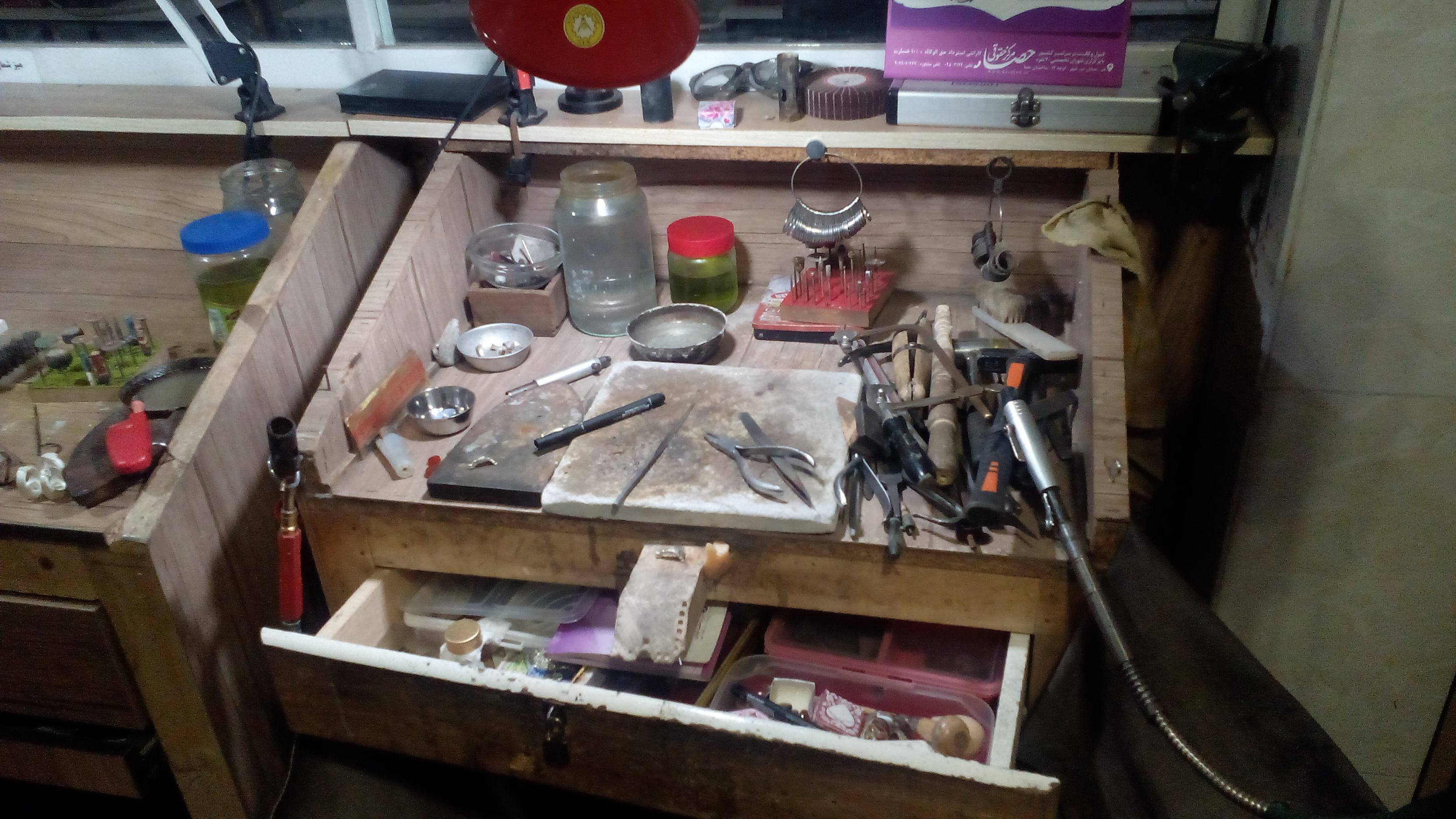
میز تولید انگشتر به روش سنتی در کارگاه یاقوت کویر استان قم

انگشترهای دست‌ساز با روش سنتی و ابزارهای ابتدایی ساخته می‌شوند. در این روش هنرمند انگشتر را با ابزارهای ابتدایی و به روش سنتی می‌سازد. تمام زیبایی اثر به ذوق، سلیقه و مهارت هنرمند بستگی دارد.

### روش ریختگری یا ماشینی
در این روش با استفاده از طراحی کامپیوتری، ساخت مدل با رزین، قالب‌گیری و ماشین آلات ریختگی انگشترها تولید می‌شوند.
گرچه در این روش حجم تولید محصولات بسیار بالاتر از انگشترهای دست‌ساز می‌باشد ولی انگشترهای دست‌ساز به جهت هنر دست و اعتبار هنرمند خالق اثر ارزش بیشتری از انگشترهای ماشینی دارند.

## تولید انگشتر نقره دست‌ساز در ایران

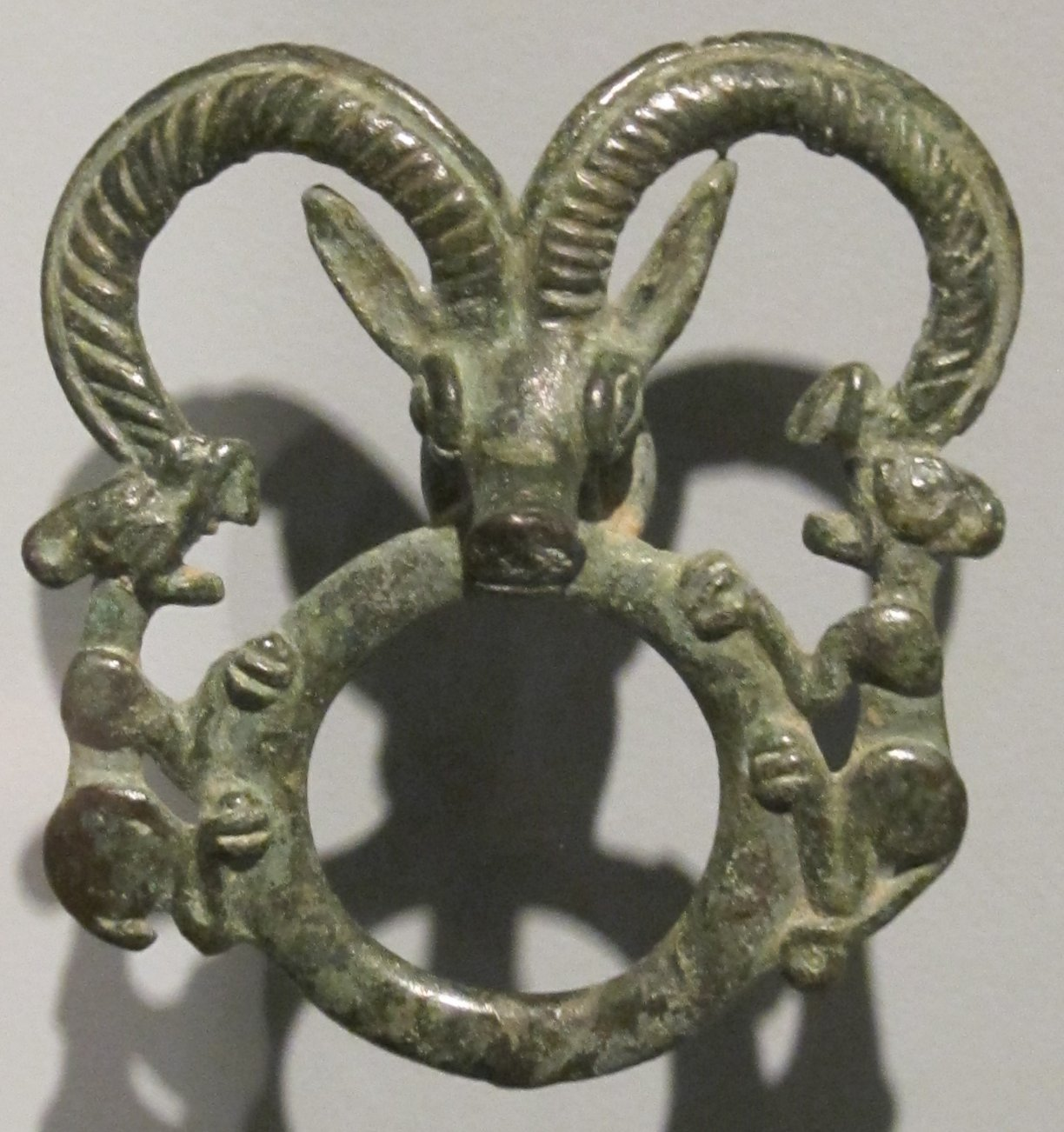
انگشتر قدیمی ایرانی از برنزهای لرستان

آمار دقیقی از میزان تولید انگشتر نقره در کشور در دسترس نیست اما مطابق نظر اکثر خبرگان و صاحبنظران این صنعت شهرهای تبریز، زنجان، مشهد، قم، اصفهان، تهران و یزد مهمترین و فعالترین استانهای تولید کشور در این زمینه میباشند. اکثر کارهای تولید شده در شهرهای قم و اصفهان در زمره کارهای نفیس به حساب آمده و توسط استادکاران این شهرها و با صرف زمان زیاد تولید می‌شود اما اکثر کارهای تولید شده در شهر مشهد به روش سری کاری تولید میشود. در این روش قسمت‌ها و تراش‌های مختلف یک انگشتر توسط چند نفر انجام شده و سرعت تولید محصولات بسیار زیاد می‌شود. با این حال کیفیت این انگشترها نسبت به انگشترهای دستساز تولید شده در استانهای قم و اصفهان پایین‌تر می‌باشد.
شهر مشهد تعداد کارگاههای بیشتری نسبت به قم دارد و در عین حال تولید انگشتر آن بسیار بیشتر از مجموع تولیدات سایر شهرها می‌باشد. این امر به دلیل تولید انگشتر به صورت سری سازی و با حجم زیاد است. پس از مشهد، قم قطب تولید انگشتر ایران به حساب آمده و اکثر تولیدکنندگان این شهر به ساخت انگشترهای دستساز هنرمندانه می‌پردازند.

## آثار ملی ایران

لوح ثبت

شهر قم به واسطه وجود تعداد زیاد هنرمندان انگشترساز از سوی وزارت میراث فرهنگی، صنایع دستی و گردشگری ایران در دومین جلسه مراسم اعطای گواهی‌نامه شهرها و روستاهای ملی صنایع‌دستی که صبح روز دوشنبه ۲۲ دی ۱۳۹۹ در محل سالن آبی مجموعه فرهنگی تاریخی نیاوران برگزار شد، به عنوان شهر ملی انگشتر انتخاب گردید.

## نگارخانه

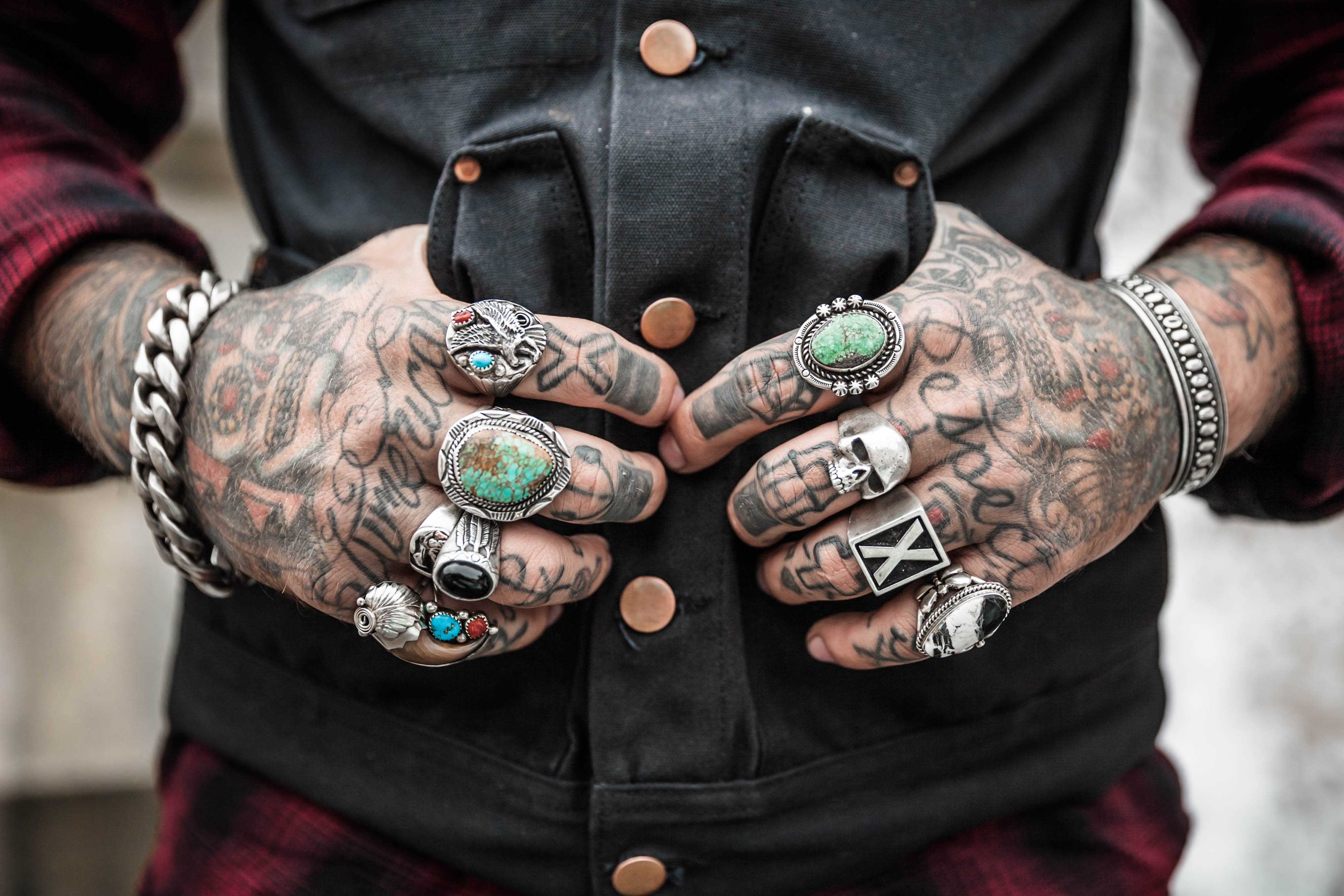
انگشترها در چهار انگشت
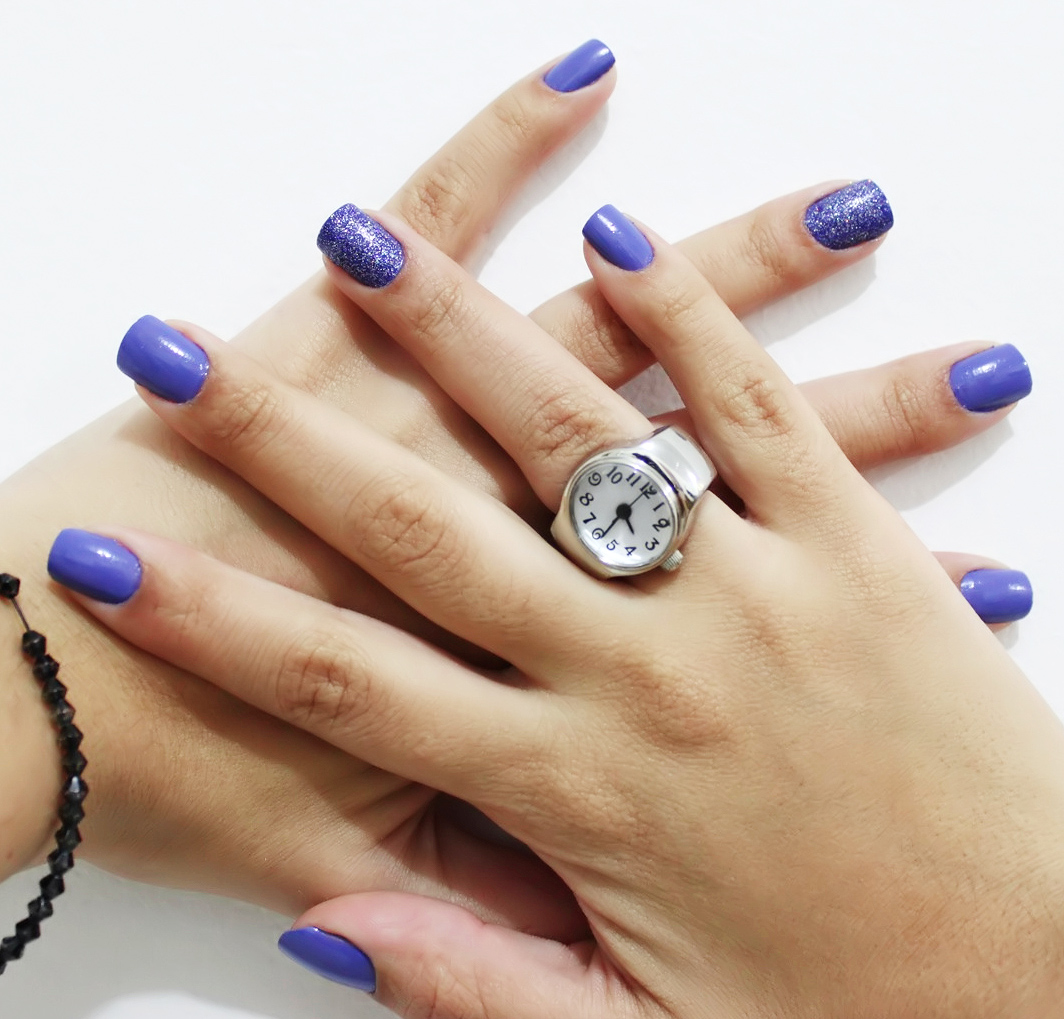
رینگ واچ یا انگشتر ساعتی
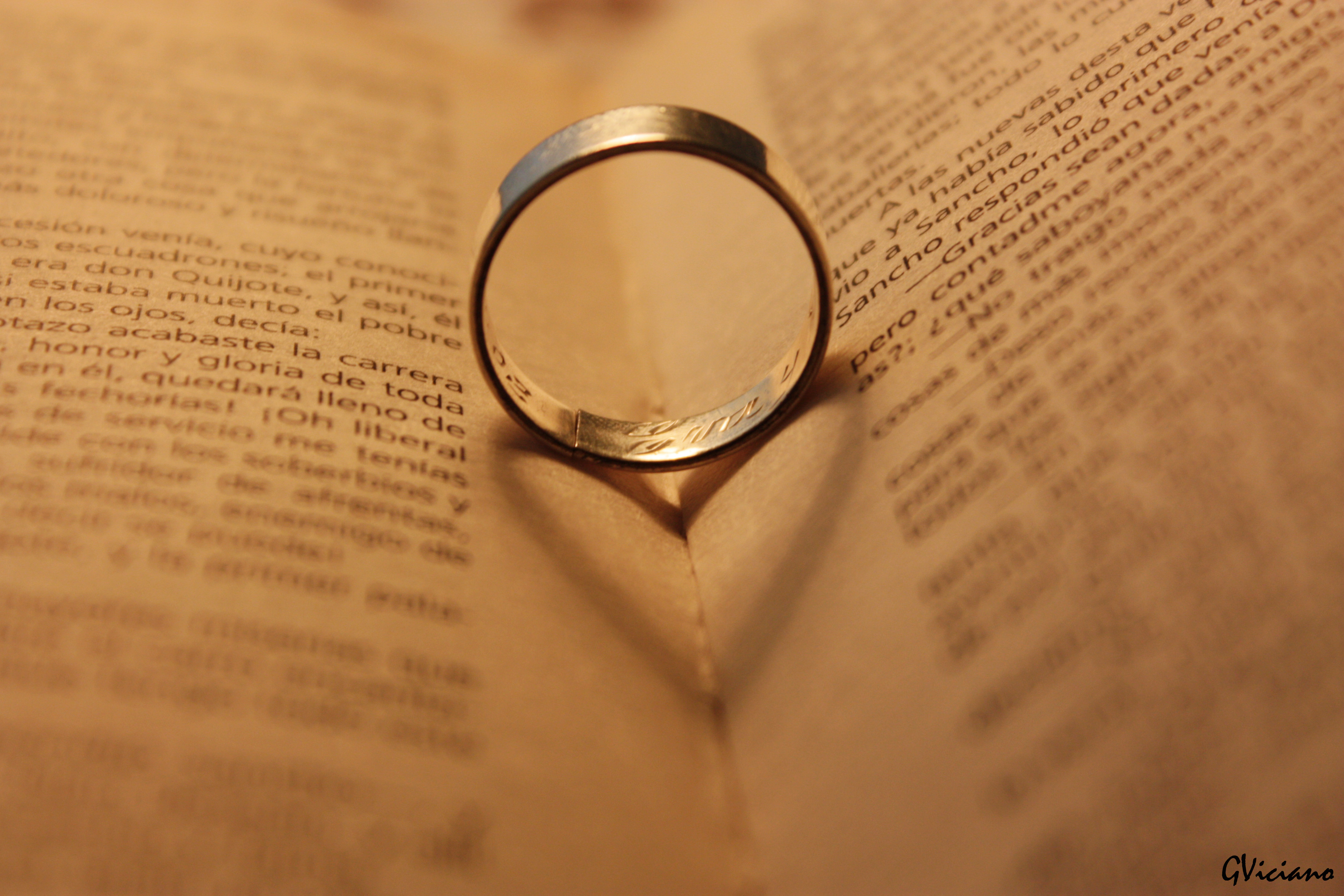
انگشتر حلقه
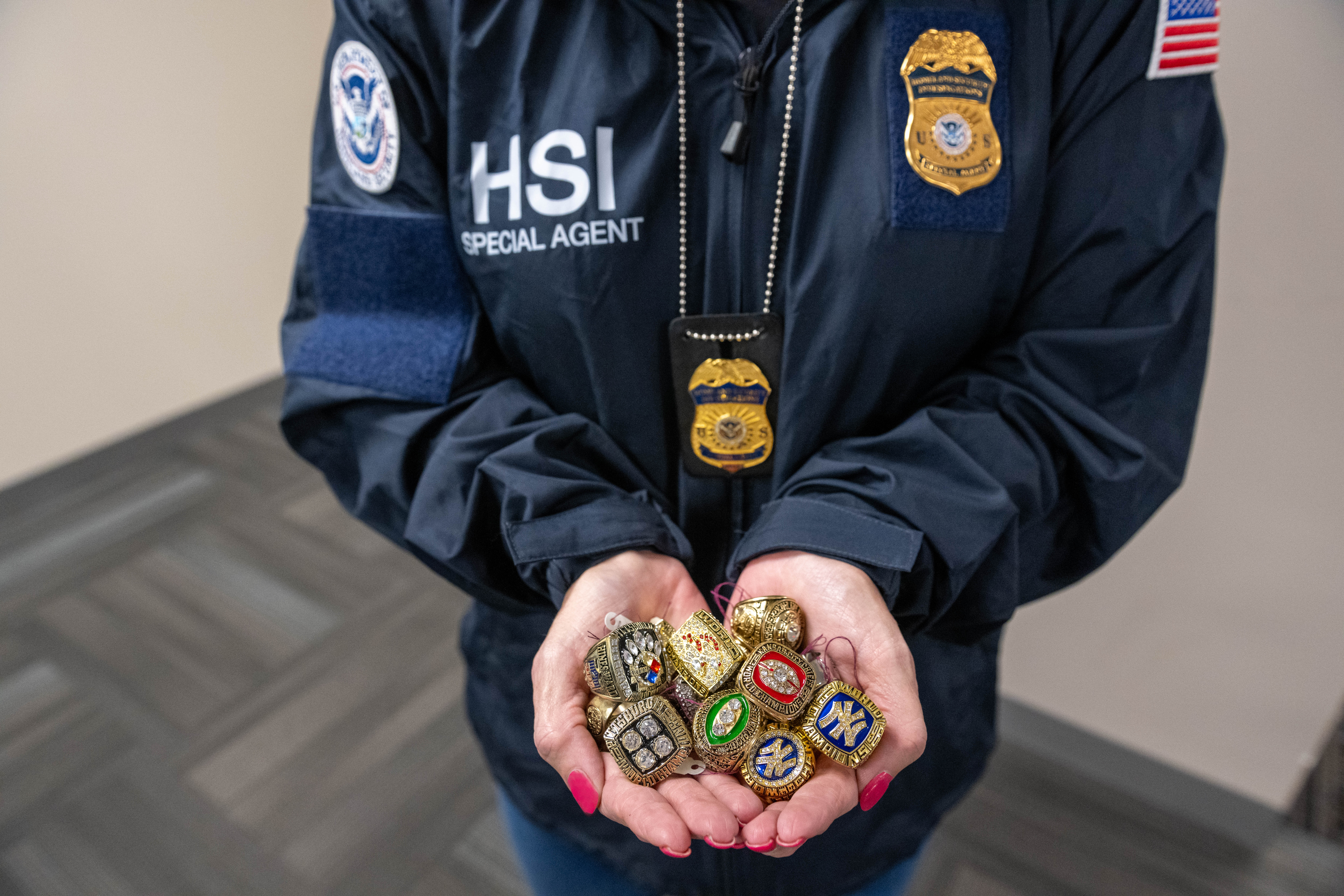
انگشترهای ضبط شده توسط پلیس ایالات‌متحده
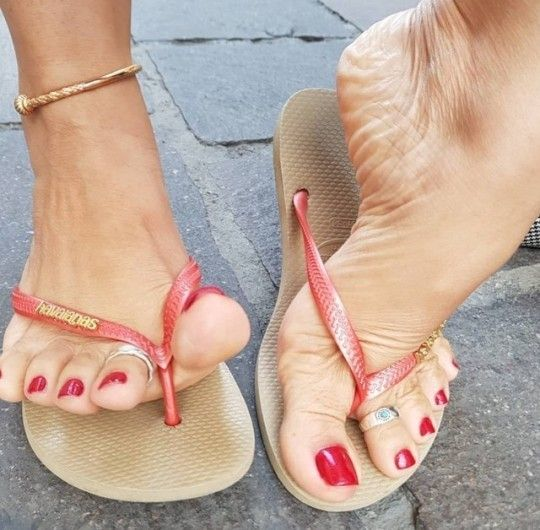
حلقه انگشت پا